# رود کوروب (چیبا)
رود کوروب (به لاتین: Kurobe River) یک رود در ژاپن است که در ژاپن واقع شده‌است.